# Агассис, Александр
Алекса́ндр Эмануэль Агасси́с (также Агассиз, англ. Alexander Emanuel Agassiz; 1835—1910) — американский учёный и горный инженер, уроженец Швейцарии, специалист в области зоологии моря, сын швейцарского естествоиспытателя Луи Агассиса и пасынок Элизабет Кабот Агассис.
Он оказал заметное влияние на развитие современной зоологической систематики. Был видным геологом и горным инженером, нажил значительное состояние на исследовании и разработке полезных ископаемых Северной Америки, провёл важные исследования океанического дна.
Член (1866) и президент (1901—1907) Национальной академии наук США, иностранный член Лондонского королевского общества (1891), Парижской академии наук (1904; корреспондент с 1887). 

## Биография
В 1849 году вместе со своим отцом Луи Агассисом эмигрировал в США. Там он начал изучение инженерных наук и химии, закончив учёбу с учёной степенью бакалавра. Затем до 1859 года он работал ассистентом в Национальной службе геодезии. С 1865 по 1869 годы он изучал биологию в Гарвардском университете.
Его отец Луи Агассис основал в Гарварде Музей сравнительной зоологии. В 1873 году сын сменил его на посту куратора музея. В отличие от своего отца, Александр Агассис был приверженцем дарвинистской системы мира. Большую часть своих трудов он посвятил исследованию эволюции.
Александр Агассис был не только специалистом по ихтиологии, в качестве суперинтендента и геолога он отвечал также за медные шахты. Он руководил большими американскими экспедициями, как например, в 1875 году к медным рудникам Перу и Чили. Он совершил морские экспедиции, в том числе на Карибские острова, Фиджи, Панаму, Галапагосские острова, в Австралию и к Большому Барьерному рифу.
Член Леопольдины (1882), корреспондент Баварской академии наук (1886), иностранный член Зоологического общества Лондона (1874). 

## Почести
В 1902 году получил орден Pour le Mérite за заслуги в науке и искусстве.
В 1913 году Национальная академия наук США учредила медаль имени Александра Агассиса, которая вручается за оригинальный вклад в развитие океанологии.

## Публикации
- A. Agassiz: Selections from embryological monographs: Crustacea. Band 3: Acalephs and polyps, Cambridge, 1884.
- A. Agassiz, E. C. Agassiz: Seaside Studies in Natural History., Boston J.R. Osgood & Co., 1865
- A. Agassiz, E. C. Agassiz: North american Acephalae., Boston Harvard College, 1865
- A. Agassiz: On the embryology of echinoderms. In: Mem. Ann. Acad. Arts and Sci. Vol.9, 1864